# Niko Janković
Niko Janković (Zagreb, 25. kolovoza 2001.) hrvatski je nogometaš koji igra na poziciji ofenzivnog veznog. Trenutačno igra za Rijeku.

## Klupska karijera

### Dinamo Zagreb
Do 23. srpnja 2010. bio je igrač zagrebačkog Trnja kada prelazi u Dinamo Zagreb. Dana 1. srpnja 2013. prelazi u Stuttgart, no vraća se u Dinamo Zagreb 2. rujna 2016.
Za Dinamo Zagreb II debitirao je 28. travnja 2019. u gostujućoj utakmici 2. HNL protiv Osijeka II u kojoj je druga momčad Dinama poražena 3:0. Prvi gol za Dinamo II postigao je 16. rujna 2020. protiv Rudeša koji je izgubio susret 3:0.
Za prvu momčad Dinama debitirao je 19. prosinca 2020. zamijenivši Lovru Majera u 69. minuti utakmice 1. HNL u kojoj je Varaždin poražen 4:0 .

### Slaven Belupo
Dana 19. siječnja 2021. Dinamo Zagreb poslao je Jankovića na posudbu u Slaven Belupo u kojem je ostao do 11. veljače. Za Slaven Belupo debitirao je 24. siječnja 2021. u utakmici 1. HNL protiv Istre 1961 od koje je Slaven Belupo izgubio rezultatom 2:1.

### Gorica (posudba)
Dana 14. srpnja 2021. poslan je posudbu u Goricu do kraja sezone. Za Goricu je debitirao 31. srpnja protiv Istre 1961 koju je Gorica pobijedila 1:2. U Hrvatskom nogometnom kupu debitirao je 27. listopada kada je Gorica rezultatom 2:0 dobila Mladost iz Ždralova, naselja u sastavu Bjelovara.  S posudbe se vratio u siječnju 2022.

### Zrinjski Mostar (posudba)
Dana 21. siječnja 2022. posuđen je Zrinjskom iz Mostara. Za Zrinjski je debitirao 27. veljače u ligaškoj utakmici u kojoj je Rudar Prijedor poražen s minimalnih 0:1. U svojoj idućoj utakmici za klub odigranoj 4. ožujka u ligi protiv Radnika Bijeljine kojeg je Zrinjski dobio 4:1, Janković je postigao svoj prvi gol za Zrinjski.

### Rijeka (posudba)
Dinamo je u siječnju 2023. posudio Jankovića Rijeci. Za Rijeku je debitirao 21. siječnja u utakmici HNL-a protiv Osijeka koja je završila 1:1. Svoja prva dva klupska gola postigao je 3. ožujka u ligaškom susretu protiv Istre 1961 koji je završio 0:2.

### Rijeka
Dana 26. lipnja 2023. Janković je prešao u Rijeku. Postigao je hat-trick Slaven Belupu 26. svibnja 2024. u utakmici posljednjeg kola lige koja je završila 4:0.

## Reprezentativna karijera
Nastupao je za hrvatsku nogometnu reprezentaciju do 18 i 19 godina.

## Priznanja

### Klupska
Zrinjski Mostar
- Premijer liga (2): 2021./22., 2022./23.

Rijeka
- HNL (1): 2024./25.
- Hrvatski nogometni kup (1): 2024./25.

## Vanjske poveznice
- Niko Janković, Hrvatski nogometni savez
- Niko Janković, Soccerway (engl.)
- Niko Janković, Transfermarkt (engl.)